# Свистки и бумажки
«Свистки и бумажки» — шестой студийный альбом казахстанского музыканта Скриптонита, выпущенный 27 марта 2021 года на лейбле Musica36. Альбом появился эксклюзивно на Apple Music. Гостями альбома стали Feduk и группа Сёстры.

## История
16 января 2021 Адиль впервые написал о готовящемся альбоме в своём Instagram.
25 марта вышел трек «Жить как я живу» и стартовал предзаказ альбома в Apple Music.
Альбом должен был выйти 30 марта. Однако 26 марта альбом был на время разблокирован в Apple Music и утёк в сеть. Вечером этого же дня, Скриптонит объявил о выходе альбома.
В связи с технической ошибкой при отгрузке альбома, вчера ночью он стал доступен для прослушивания в нескольких странах. По этой причине мы приняли решение сделать официальный релиз альбома «Свистки и бумажки» сегодня..

## Рейтинги
| Год  | Издатель    | Рейтинг                            | Позиция | Прим. |
| ---- | ----------- | ---------------------------------- | ------- | ----- |
| 2021 | Apple Music | Топ-10 альбомов в России           | 2       | [ 4 ] |
| 2021 | The Flow    | Топ-50 отечественных альбомов 2021 | 8       | [ 5 ] |

## Список композиций
| №                   | Название                | Длительность |
| ------------------- | ----------------------- | ------------ |
| 1.                  | «Рамок нет» (ft. Feduk) | 4:50         |
| 2.                  | «16»                    | 2:27         |
| 3.                  | «Жить как я живу»       | 3:37         |
| 4.                  | «Великолепно» (скит)    | 1:42         |
| 5.                  | «Оттенки»               | 3:01         |
| 6.                  | «Колёса 2»              | 3:11         |
| 7.                  | «Бэлмэйн»               | 4:41         |
| 8.                  | «Прям с утра»           | 3:39         |
| 9.                  | «Маленькие ублюдки»     | 3:03         |
| 10.                 | «Лепесток» (ft. Сестры) | 4:19         |
| 11.                 | «Кэс»                   | 3:29         |
| 12.                 | «Не прокашляешься»      | 3:18         |
| 13.                 | «Рэп»                   | 2:58         |
| 14.                 | «Какие новости»         | 2:30         |
| 15.                 | «Одно и то же»          | 3:18         |
| Общая длительность: | Общая длительность:     | 50:03        |